# LCD Soundsystem
Gli LCD Soundsystem sono un gruppo musicale indie rock statunitense fondato dal creatore della casa discografica DFA Records James Murphy.
Pionieri del dance punk e appartenenti alla scena indie rock, il gruppo di James Murphy ha proposto una dance elettronica che attinge dal post-punk e dalla new wave. Fa eccezione il loro ultimo album American Dream (2017), decisamente più cupo e riflessivo dei precedenti.
La band è particolarmente popolare nel Regno Unito, dove ha scalato le classifiche con i due album LCD Soundsystem e Sound of Silver.

## Storia

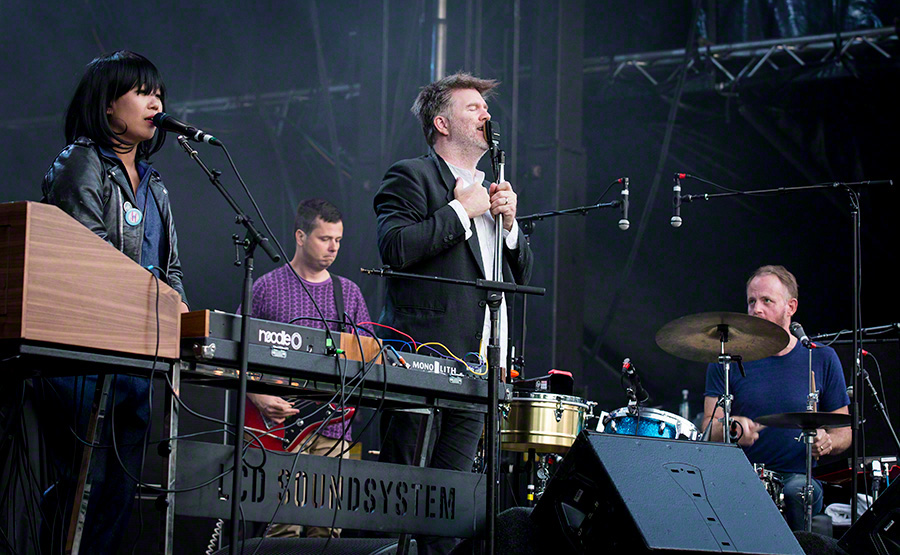
LCD Soundsystem, 2016

Gli LCD Soundsystem hanno raggiunto la fama grazie all'omonimo disco d'esordio uscito nel 2005, anticipato dal singolo Losing My Edge e da altre canzoni come Give It Up e Daft Punk is Playing At My House, quest'ultima inserita all'interno di diversi videogiochi quali SSX on Tour, Forza Motorsport 2, Burnout Revenge e FIFA 06.
Nel dicembre del 2005 la band riceve due nomine ai Grammy Awards grazie all'album omonimo, come "miglior disco di musica elettronica", e per la canzone Daft Punk is Playing At My House, come "miglior canzone" nella categoria "dance". 
Nell'ottobre del 2006 il gruppo incide una traccia chiamata 45:33, disponibile solamente su iTunes, della durata appunto, di 45 minuti e 33 secondi, realizzata per uno sponsor della Nike.
La coinvolgente traccia "Tribulations" verrà inserita all'interno della colonna sonora di un videogame di successo: Project Gotham Racing 3 per Xbox 360 del 2005. Nel 2006 è la volta di "Driver: Parallel Lines" e, successivamente, di "Dance Dance Revolution: Hottest Party 2" per Wii.
Nel marzo del 2007, gli LCD Soundsystem pubblicano il loro secondo album in studio, intitolato Sound of Silver, che guadagna fama in ambito internazionale ed ottime critiche al gruppo da parte di NME, Kerrang!, Mojo e UNCUT Magazine. Durante l'estate del 2007 gli LCD Soundsystem tengono diversi concerti con gli Arcade Fire: la collaborazione tra le due band porta alla pubblicazione del singolo Someone Great.
Nel dicembre del 2007 la band ha pubblicato su iTunes una raccolta di B-Sides contenente la cover dei Joy Division, No Love Lost e dei Siouxsie and The Banshees, Slowdive. Nell'aprile 2008 la traccia Get Innocuous dell'album Sound of Silver è stata usata come promo per l'uscita di GTA IV e la si può ascoltare all'interno del gioco, sulla stazione radio "Radio Broker".
Il 18 novembre 2008, Al Doyle sembra suggerire in una intervista alla BBC che la band potrebbe sciogliersi. Ma il giorno seguente sia Doyle che James Murphy smentirono questa notizia, con Murphy che conferma che un nuovo album targato LCD Soundsystem era in lavorazione.
Murphy inizia a registrare il nuovo album a Los Angeles nell'estate 2009. Il 23 febbraio 2010, il sito ufficiale degli LCD Soundsystem annuncia che il nuovo album è stato completato. Il primo singolo annunciato è Drunk Girls, previsto per il 25 marzo. Il titolo dell'album e la cover vengono annunciati nel sito della DFA il 30 marzo. L'album, intitolato This Is Happening, esce il 17 maggio con la promessa di Murphy che sarà "definitivamente migliore dei due album precedenti". Murphy inoltre annuncia che sarà probabilmente l'ultimo album targato LCD Soundsystem.
Pur smentendo le voci riguardo a una possibile reunion circolate nei mesi precedenti, il 24 dicembre 2015 la band pubblica il primo singolo in 5 anni, Christmas Will Break Your Heart, scritta da Murphy stesso e registrata presso gli studi della DFA Records con gli ex-membri della band Al Doyle, Pat Mahoney, Nancy Whang e Tyler Pope.
Il 4 gennaio 2016 viene annunciata la presenza degli LCD Soundsystem al Coachella Festival 2016.
Il 5 gennaio 2016, tramite un post sulla pagina Facebook della band, James Murphy conferma il ritorno degli LCD Soundsystem, che nel 2016 pubblicheranno il quarto album in studio.

## Formazione
- James Murphy - voce, campionamenti

### Formazione live
- Al Doyle - chitarra (anche negli Hot Chip)
- Phil Skarich - basso
- Nancy Whang - tastiere, sintetizzatori
- Pat Mahoney - batteria

### Membri esterni durante i live
- Tyler Pope - basso (anche nei !!! e precedentemente Out Hud)
- Phil Mossman - chitarra

## Discografia

### Album di studio
- 2005 - LCD Soundsystem
- 2006 - 45:33
- 2007 - Sound of Silver
- 2010 - This Is Happening
- 2017 - American Dream

### Singoli
- 2002 - Losing My Edge
- 2003 - Give It Up
- 2004 - Yeah
- 2004 - Movement
- 2005 - Daft Is Playing at My House
- 2005 - Disco Infiltrator/Slowdive (Siouxsie and the Banshees cover)
- 2005 - Tribulations
- 2006 - Introns
- 2007 - North American Scum
- 2007 - All My Friends
- 2007 - No Love Lost (Cover dei Joy Division)
- 2007 - Someone Great
- 2015 - Christmas Will Break Your Heart

### Album dal vivo
- 2011 - The Long Goodbye: LCD Soundsystem Live at Madison Square Garden
- 2019 - Electric Lady Sessions

### EP
- 2007 - A Bunch of Stuff
- 2007 - Confuse the Maraket Place

### Raccolte
- 2003 - DFA Compilation Vol. 1
- 2004 - DFA Compilation Vol. 2
- 2005 - Music from the OC: Mix 5
- 2005 - DFA Holiday Mix 2005